# Matej Mohler
Matej Mohler (14. dubna 1876 Șagu, Rumunsko – 7. února 1957 Martin, Slovensko) byl slovenský kapelník a hudební skladatel.

## Život
Matej Mohler byl v hudbě samouk. Jediné hudební vzdělání získal ve vojenské kapele. V roce 1900 založil vlastní orchestr, se kterým koncertoval po celé Evropě. Po 1. světové válce vedl dechovou hudbu železničářů ve Vrútkách. Pracoval také jako instruktor dechových hudeb v turieckém regionu.

## Dílo
Komponoval pochody a taneční hudbu pro dechovku a jazzové orchestry. Některé písně vyšly tiskem a byly nahrány na gramofonové desky.

## Externí odkazy

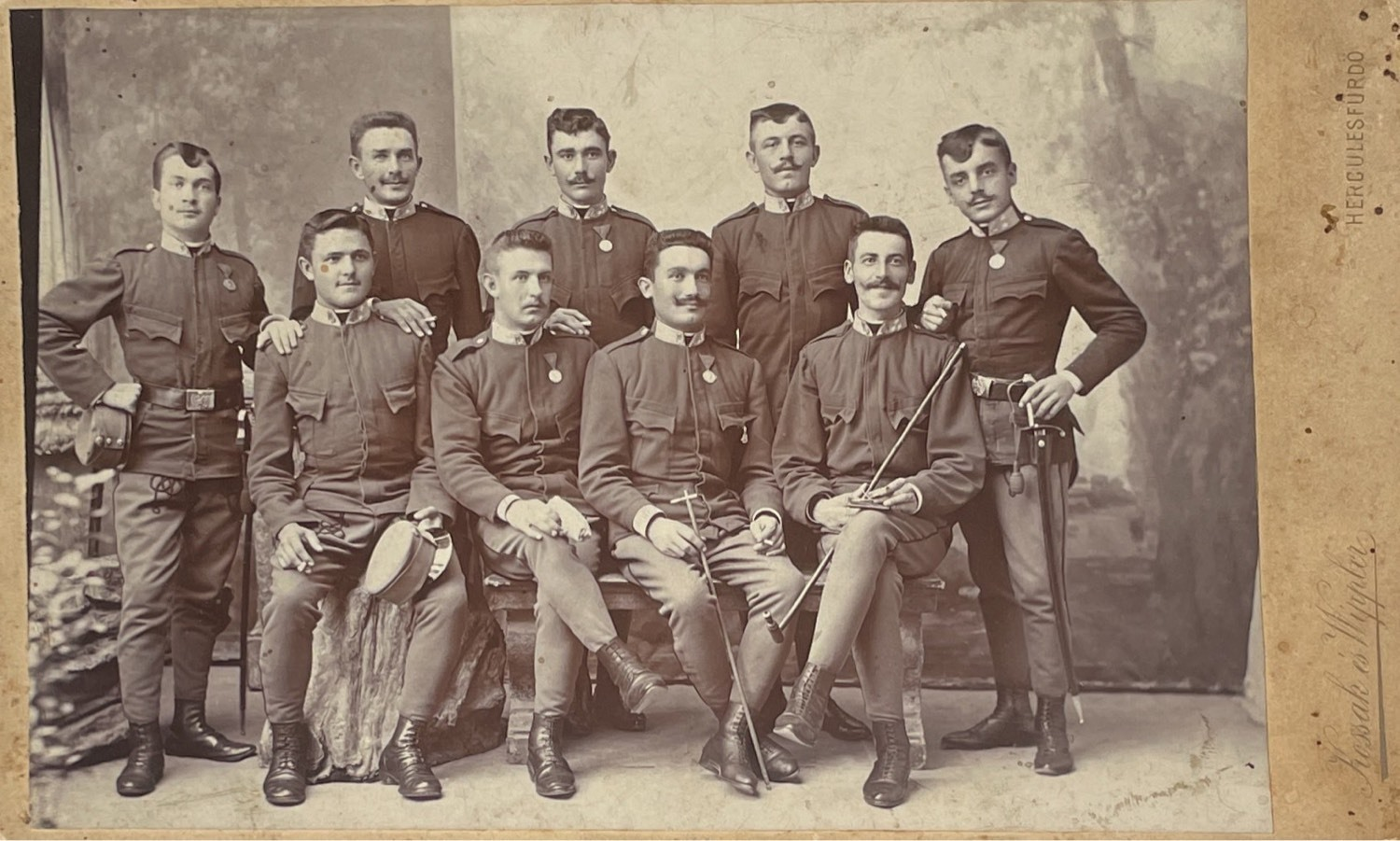